# وقف إطلاق النار من قبل حزب العمال الكردستاني 1993
وقف حزب العمال الكردستاني لإطلاق النار عام 1993 كان وقف إطلاق نار قصير الأمد أعلنه عبد الله أوجلان في مؤتمر صحفي عقده مع جلال طالباني قبل عيد نوروز في 17 مارس 1993.

## الخلفية
لقد شن حزب العمال الكردستاني حرب عصابات ضد تركيا منذ عام 1984. تضمنت مطالبهم في البداية الاستقلال من أجل إنشاء كردستان من المناطق الكردية في تركيا، لكنها تحولت لاحقًا إلى مطالبة بمزيد من الحرية السياسية والثقافية. في عام 1991، أنهت حكومة تورغوت أوزال إنكار الحكومة التركية للهوية الكردية، وهي سياسة نفذتها بشكل رئيسي الحكومة التركية منذ دستورها الأول في عام 1924. بعد ذلك، أجرى أوجلان مقابلات مع عدة صحف مقرها تركيا وتحدث عن استعداده للتوصل إلى حل سياسي في الصراع مع تركيا.

## التاريخ
في المؤتمر الصحفي الذي عقد في 17 مارس مع جلال طالباني، زعيم الاتحاد الوطني الكردستاني، تمت الإشارة إلى ثلاثة جوانب لوقف إطلاق النار.
- كان وقف إطلاق النار ذا طبيعة غير مشروطة،
- حزب العمال الكردستاني لا ينوي الانفصال عن تركيا و
- يجب «حل النزاع داخل حدود متفق عليها وطنيًا»[1]

عُقد مؤتمر صحفي ثان في 19 مارس، حيث وقع كمال بوركاي، وهو سياسي كردي من تركيا، اتفاقية مع أوجلان، مشيرًا إلى دعمهم لمبادرة السلام. لم تسجل حكومة تركيا أي رد إيجابي تجاه وقف إطلاق النار. على العكس من ذلك، تم شن مزيد من الهجمات على سكان الريف الكرد عقب إعلان وقف إطلاق النار واشتد قمع سياسيي حزب العمل الشعبي ومع الاحتفال بعيد نوروز في 21 مارس 1993، ساعد ألب أرسلان توركش وإردال إينونو، قادة حزب الحركة القومية وحزب الشعب الجمهوري، في إعادة توحيد الشعب التركي من الاتحاد السوفيتي. ثم رفض سليمان دميرل، رئيس وزراء تركيا في ذلك الوقت، التفاوض مع حزب العمال الكردستاني في بيان صدر في 23 مارس 1993.
عقد مؤتمر صحفي ثالث في 16 أبريل 1993 في بر الياس في لبنان، حيث تم تمديد وقف إطلاق النار إلى أجل غير مسمى. حضر هذا الحدث جلال طالباني وأحمد تورك من حزب العمل الشعبي ومرة أخرى كمال بركاي وأعلنوا أيضًا دعمهم لوقف إطلاق النار. بعد يوم، في 17 أبريل 1993، توفي الرئيس التركي تورغوت أوزال بشكل غير متوقع. لقد أصدر دوغان جورس وتانسو تشيلر، رئيس أركان الجيش ورئيس الوزراء في ذلك الوقت، بيانات ضد السلام مع حزب العمال الكردستاني، وأفادت التقارير أن الأخير دعم الحل العسكري للصراع. تعرضت مساعدة أحمد ترك في المؤتمر الصحفي لانتقادات شديدة من قبل السلطات التركية وانتهى وقف إطلاق النار بعد أن شنت القوات التركية هجومًا في 19 مايو 1993، قتل فيه 13 من أعضاء حزب العمال الكردستاني.
في 24 مايو 1993، نصب حزب العمال الكردستاني كمينًا قتل 33 فيه جنديًا تركيًا غير مسلح و5 مدنيين على الطريق السريع من إلازيغ إلى بينغول. في 8 يونيو أعلن أوجلان رسميًا انتهاء وقف إطلاق النار.